# Gremsheim
Gremsheim is een dorpje in de Duitse gemeente Bad Gandersheim, deelstaat Nedersaksen, en telt circa 185 inwoners. Het ligt circa 6 km ten noorden van de hoofdplaats Bad Gandersheim en direct ten oosten van Altgandersheim. In een document uit het jaar 1007 wordt Gremsheim voor het eerst vermeld.
Bij Gremsheim staat nog het restant van een speciale, zeldzame variant van de rode beuk, een Fagus sylvatica var. Suentelensis Schelle (1903) syn. Fagus sylvatica var. Tortuosa Willk. (1887) of Süntelbeuk. Deze monumentale, en dus beschermde, zgn. Kopfbuche, waarvan een deel in 2006 is afgebroken, is het grootste exemplaar van deze boomsoort ter wereld. Zie voor vergelijkbare bomen onder Deister.
Zie verder: Bad Gandersheim.